# Microbianor
Microbianor is een geslacht van spinnen uit de familie springspinnen (Salticidae).

## Soorten
De volgende soorten zijn bij het geslacht ingedeeld:
- Microbianor deltshevi Logunov, 2009
- Microbianor globosus Haddad & Wesolowska, 2011
- Microbianor golovatchi Logunov, 2000
- Microbianor madagascarensis Logunov, 2009
- Microbianor nigritarsus Logunov, 2000
- Microbianor saaristoi Logunov, 2000